# Erik Balnuweit
Erik Balnuweit (né le 21 septembre 1988 à Gera) est un athlète allemand, spécialiste du 110 mètres haies.

## Biographie
Il participe aux Jeux olympiques à Londres. Son meilleur temps est de 13 s 44 obtenu en 2013.

## Palmarès
| Date | Compétition                       | Lieu     | Résultat | Épreuve     | Temps   |
| ---- | --------------------------------- | -------- | -------- | ----------- | ------- |
| 2007 | Championnats d'Europe juniors     | Hengelo  | 5e       | 110 m haies | 13 s 92 |
| 2013 | Championnats d'Europe en salle    | Göteborg | 5e       | 60 m haies  | 7 s 58  |
| 2013 | Universiade                       | Kazan    | 4e       | 110 m haies | 13 s 61 |
| 2014 | Championnats du monde en salle    | Sopot    | 6e       | 60 m haies  | 7 s 56  |
| 2015 | Championnats d'Europe en salle    | Prague   | 4e       | 60 m haies  | 7 s 59  |
| 2017 | Championnats d'Europe par équipes | Lille    | 6e       | 110 m haies | 13 s 60 |

## Records
| Épreuve                    | Performance | Lieu     | Date         |
| -------------------------- | ----------- | -------- | ------------ |
| 60 mètres haies (en salle) | 7 s 54      | Sopot    | 9 mars 2014  |
| 110 mètres haies           | 13 s 44     | Mannheim | 30 juin 2013 |